# Wellenstein
Pour les articles homonymes, voir Wellenstein (homonymie).
Wellenstein (luxembourgeois : Wellesteen) est un village viticole de la Moselle luxembourgeoise faisant partie de la commune luxembourgeoise de Schengen située dans le canton de Remich.

## Histoire

### L’ancienne commune
Jusqu’à sa fusion avec les communes de Burmerange et Schengen le 1er janvier 2012 (formant ainsi la nouvelle commune de Schengen), Wellenstein était une commune autonome. Elle comprenait alors les sections de Bech-Kleinmacher (chef-lieu), Schwebsange et Wellenstein.

## Économie

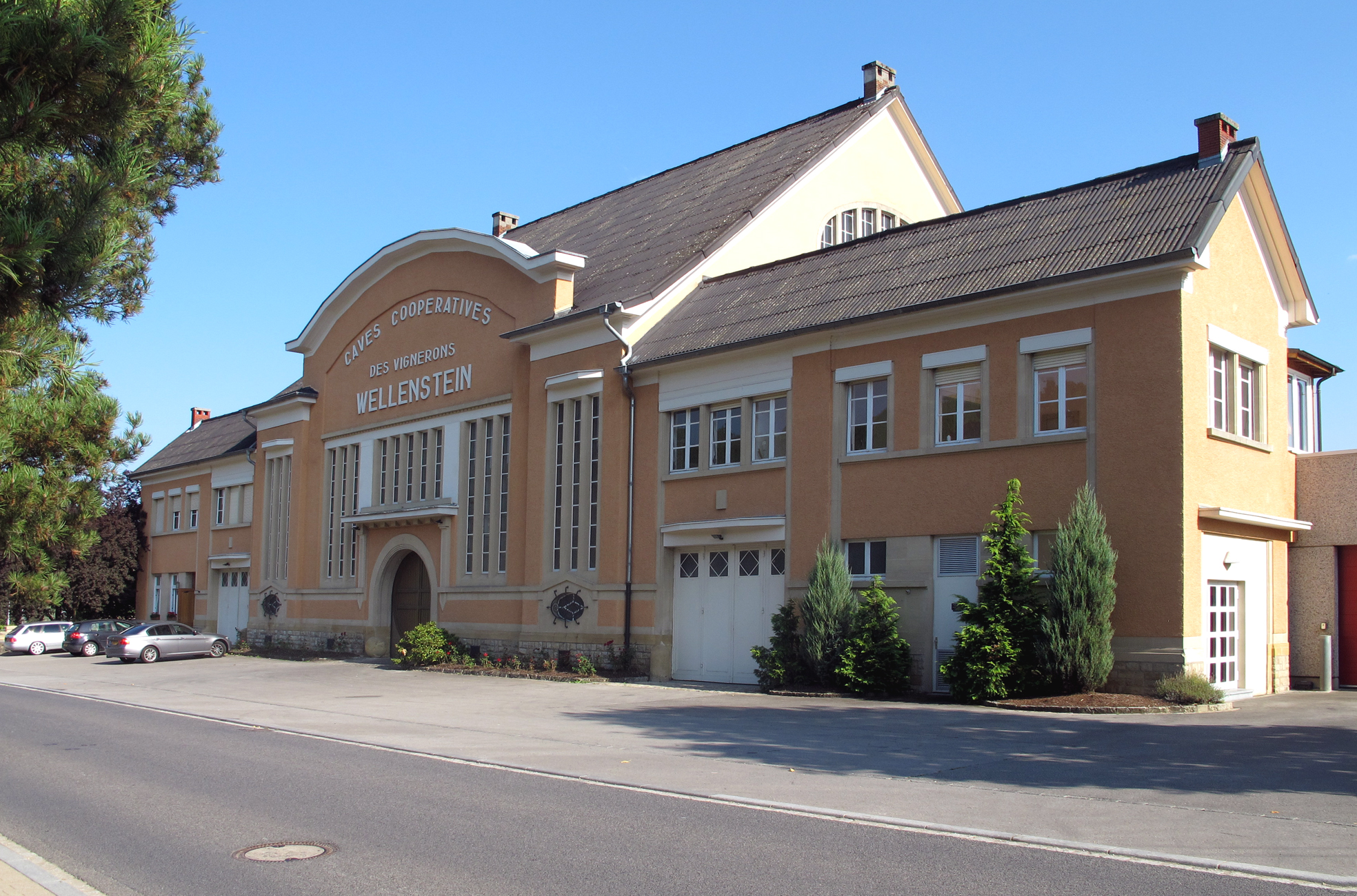
Caves Coopératives des Vignerons

La commune fait partie de la zone d'appellation du Crémant de Luxembourg.